# Martinet tigrat nan
El martinet tigrat nan (Zebrilus undulatus) és una espècie d'ocell de la família dels ardèids (Ardeidae) i única espècie del gènere Zebrilus. Habita pantans, corrents fluvials i estanys d'una zona d'Amèrica del Sud que inclou l'est de Colòmbia, Veneçuela, Guaiana, Brasil amazònic, est de l'Equador i del Perú i nord de Bolívia.